# Lecanodiaspis albilineata
Lecanodiaspis albilineata är en insektsart som beskrevs av Williams och Kosztarab 1970. Lecanodiaspis albilineata ingår i släktet Lecanodiaspis och familjen Lecanodiaspididae.
Artens utbredningsområde är Guatemala. Inga underarter finns listade i Catalogue of Life.